# Allt blev med ens så stilla
Allt blev med ens så stilla är en psalm med text skriven 1998 av Svein Ellingsen och musik skriven samma år av Egil Hovland. Texten översattes till svenska 2001 av Anna Braw och Inger Lundin.

## Publicerad i
- Psalmer och Sånger 1987 som nummer 849 under rubriken "Framtiden och hoppet: Livets gåva och gräns".[1]
- Ung psalm 2006 som nummer 226 under rubriken "Håll om mig – tårar, tröst och vila".[2]
- Hela familjens psalmbok 2013 som nummer 174 under rubriken "Tårar och skratt".[3]